# Гаспери, Феличе
Феличе Гаспери (итал. Felice Gasperi; 26 декабря 1903, Болонья — 23 мая 1982, Читта-Сант-Анджело, Абруцци) — итальянский футболист, игравший на позиции защитника.
В течение всей карьеры выступал за клуб «Болонья», в составе которого стал четырёхкратным чемпионом Италии. Играл за национальную сборную Италии, бронзовый призёр Олимпийских игр 1928 года.

## Клубная карьера
Родился 26 декабря 1903 года в городе Болонья. Воспитанник футбольной школы клуба «Болонья». Взрослую футбольную карьеру начал в 1924 году в основной команде того же клуба, цвета которой и защищал на протяжении всей своей игровой карьеры. Большинство времени, проведённого в составе «Болоньи», был основным игроком защитной линии команды, играя в паре с Эральдо Мондзельо. Четыре раза выигрывал титул чемпиона Италии. В общей сложности провёл за клуб 401 матч (в том числе 382 в Серии А), что является шестым показателем среди всех игроков клуба за всю историю существования клуба.

## Выступления за сборную
В 1928 году дебютировал в официальных матчах в составе национальной сборной Италии, в момент его прихода в сборную основными защитниками сборной была пара игроков из Турина Вирджинио Розетта и Умберто Калигарис, поэтому Гаспери выходил на поле не очень часто и провёл в форме главной команды страны всего 6 матчей.
Тем не менее в составе сборной он был участником футбольного турнира на Олимпийских играх 1928 года в Амстердаме, на котором вместе с командой завоевал бронзовые награды.
Умер 23 мая 1982 года на 79 году жизни в городе Читта-Сант-Анджело.

## Титулы и достижения
- Чемпион Италии (4):

«Болонья»: 1924-25, 1928-29, 1935-36, 1936-37
- Обладатель Кубка Митропы (2):

«Болонья»: 1932, 1934
- Победитель Турнира ЭКСПО 1937:

«Болонья»: 1937
- Бронзовый призёр Олимпийских игр: 1928